# 皇室親族令
皇室親族令（こうしつしんぞくれい、明治43年皇室令第3号）は、1910年（明治43年）に公布された皇族に関する法令である。皇室令及附属法令廃止ノ件（昭和22年5月2日皇室令第12号）により、1947年（昭和22年）5月2日限りで廃止された。

## 構成
全5章、全68条で規定されている。

### 総則
- （第一条）本令、その他の皇室令に別段の定めのある場合を除いて、左に掲ける者を親族とする。
  - 血族
  - 配偶者
  - 三親等内の姻族
- （第二条）天皇または皇族と臣籍にある者との間においては、血族は六親等内に限り親族とする。
- （第三条）庶子は母方について、親子間に限り親族とする。
- （第四条）親等は親族間の世数を算して定める。傍系親の親等を定めるのはその一人、またはその配偶者の同始祖に遡り、その始祖より他の一人に下るまでの世数による。
- （第五条）姻族関係は離婚によって終わり、寡妃が再婚をしたり、または臣籍に入るときも同じである。

### 婚嫁

#### 大婚
- （第六条）大婚の礼は、天皇が満十七年に達した後に行う。
- （第七条）天皇皇后を立つるは、皇族又は特に定める華族の女子満十五年以上にして直系親族又は三親等内の傍系血族に非さる者に限る。姻族関係の止みたる後も同じ。
- （第八条）大婚の約を成す当日、之を賢所皇霊殿神殿に奉告し勅使をして神宮神武天皇山陵並先帝先后の山陵に奉幣せしむ。
- （第九条）大婚の約が成りたるときは宮内大臣之を公告する。
- （第十条）大婚の礼を行う期日は宮内大臣之を公告する。
- （第十一条）大婚の礼を行う当日之を賢所皇霊殿神殿に奉告する。
- （第十二条）大婚の礼は附式の定むる所に依り賢所大前に於て之を行う。
- （第十三条）立后の詔書は大婚の礼を行う当日之を公布する。
- （第十四条）大婚の礼が終了したときは天皇皇后と共に皇霊殿神殿に謁す。
- （第十五条）大婚の礼が終了したときは天皇皇后と共に太皇太后皇太后に謁す。
- （第十六条）大婚の礼が終了したときは天皇皇后と共に正殿に御し朝賀を受く。
- （第十七条）大婚の礼が終了したときは天皇皇后と共に宮中に於て饗宴を賜ふ。
- （第十八条）大婚の礼が終了したときは天皇皇后と共に神宮神武天皇山陵並びに先帝先后の山陵に謁す。
- （第十九条）諒闇中は大婚の礼を行わない。

#### 皇族婚嫁
- （第二十条）皇族の婚嫁は男子満十七年女子満十五年に達するのでなければ之をすることができない。
- （第二十一条）皇族の婚嫁は直系親族又は三親等内の傍系血族の間に於ては之をすることができない。姻族関係の止みたる後も同じである。
- （第二十二条）皇族婚嫁の勅許は其の約を成す前之を奏請しなければならない。
- （第二十三条）皇太子皇太孫親王王結婚の礼は、附式の定むる所に依り賢所大前に於て之を行う。
- （第二十四条）皇太子皇太孫親王王結婚の礼が終了したるときは妃と共に天皇皇后太皇太后皇太后に朝見する。
- （第二十五条）第八条乃至第十一条第十四条第十七条及第十八条の規定は皇太子皇太孫の結婚に之を準用する。
- （第二十六条）第十条及第十四条の規定は親王の結婚に第十四条の規定は王の結婚に之を準用する。
- （第二十七条）内親王女王臣籍に嫁するときは結婚の礼を行ふ前賢所皇霊殿神殿に謁し且天皇皇后太皇太后皇太后に朝見する。
- （第二十八条）皇族の婚嫁は結婚の礼を行ふ当日宮内大臣之を公告する。
- （第二十九条）皇族の婚嫁は大喪中及直系尊属の喪中之をすることができない
- （第三十条）皇族は止むことを得さる事故ある場合に限り夫婦の協議に由り勅許を経て離婚を為すことを得協議調はさるときは勅裁を受くへし
- （第三十一条）皇族の離婚は其の当日宮内大臣之を公告する。
- （第三十二条）皇族男子に嫁したる皇族女子離婚の場合に於て直系尊属の臣籍に入り創立したる家あるときは其の家に入る
- （第三十三条）臣籍より入りたる妃が離婚の場合に於ては実家に復籍し、其の実家なきときは一家を創立する。但し実家を再興することを妨けない。
- （第三十四条）皇族の婚嫁及離婚は勅許なきときは之を無効とする。

### 親子

#### 皇子
- （第三十五条）皇子の誕生には宮内大臣または内大臣を産殿に派遣させる。
- （第三十六条）皇子の誕生は、其の当日に宮内大臣之を公告する。
- （第三十七条）皇子誕生したるときは、天皇之に名を命する。
- （第三十八条）皇子の命名は、其の当日に宮内大臣之を公告する。
- （第三十九条）皇子の誕生命名は、之を賢所皇霊殿神殿に奉告する。
- （第四十条）皇子誕生して五十日に至るときは賢所皇霊殿神殿に謁する。但し事故あるときは其の期日を延期する。ことがある
- （第四十一条）皇子にして嫡出に非さる者は之を皇庶子とする。

#### 皇族の子
- （第四十二条）皇太子皇太孫親王王の子の誕生には宮内高等官をして産殿に候せしむ。但し場合に依り他の高等官を以て之に代えることができる。
- （第四十三条）皇太子皇太孫の子誕生したるときは天皇之に命すへき名を賜ふ。
- （第四十四条）親王王の子誕生したるときは直系尊属之に名を命す。
- （第四十五条）第三十六条及第三十八条乃至第四十条の規定は皇太子皇太孫の子に第三十六条第三十八条及第四十条の規定は親王王の子に之を準用する。
- （第四十六条）皇太子皇太孫親王王の子にして嫡出に非さる者は之を庶子とする。
- （第四十七条）皇族の嫡出子又は庶子たる身分に対しては皇族又は宮内大臣は反対の事実を主張することができる。

#### 親権
- （第四十八条）皇族の子は、未成年の間は父の親権に服する。但し婚嫁の後は此の限ではない。
- （第四十九条）親権を行う父は子の保育を為す責務を有する。
- （第五十条）親権を行う父は必要なる範囲内において子を懲戒することができる。
- （第五十一条）親権を行う父は子の財産を管理し又其の財産に関する行為に付き子を代表する。
  - 前項の規定は皇太子皇太孫の親権を行う場合に之を適用しない。
- （第五十二条）親権を行う父は子に代りて其の子の庶子に対し親権を行う。
- （第五十三条）禁治産者準禁治産者及停権又は剥権の懲戒を受け其の解除を得さる者は親権を行うことをができない。
- （第五十四条）父親権を行うに適せさるときは勅旨を以て其の親権の全部又は一部の喪失を命じなければならない。親権喪失の原因止みたるときは勅旨を以て復権を命じなければならない
- （第五十五条）前条の場合に於ては皇族会議に諮詢したる後之を勅裁する。

#### 親族会
- （第五十六条）親族会は未成年者及禁治産者の為に之を設く。親族会は本人の親族を以て之を組織する。
- （第五十七条）親族会員は三人又は五人とする。
- （第五十八条）親族会員は勅選に由る
- （第五十九条）後見人未成年者及女子は親族会員たることができない。
- （第六十条）親族会員は正当の事由あるときは勅許を経て辞任を為すことを得
- （第六十一条）親族会員の解任は勅旨に由る
- （第六十二条）親族会は本人後見人又は会員之を招集する。但し書面を以て決議を求むることを得
- （第六十三条）親族会の決議は会員の過半数に依る
- （第六十四条）親族会員は自己の利害に関する事件に付き表決の数に加はることができない。
- （第六十五条）本人父母配偶者及後見人は親族会に於て意見を述ふることを得。親族会の招集は前項に掲けたる者に之を通知しなければならない。
- （第六十六条）書面を以て親族会の決議を求むるときは前条第一項に掲けたる者の意見も亦書面を以て之を徴しなければならない。
- （第六十七条）親族会の決議に対して、異議あるとき又は親族会決議を為すこと能はさるときは本人後見人又は会員に於て勅裁を受けなければならない。
- （第六十八条）親族会の決議は記録に残さなければいけない。